# Peter Ablinger
Peter Ablinger   (Schwanenstadt, 15 de març de 1959 - Berlín, 17 d'abril de 2025) va ser un compositor austríac.

## Biografia
Ablinger va néixer el 1959 a Schwanenstadt a l'Alta Àustria. Va assistir al gràfic HTL Linz i va estudiar piano de jazz del 1977 al 1982 a Graz. També va estudiar composició amb Gösta Neuwirth a Graz i Roman Haubenstock-Ramati a Viena.
Ablinger es va centrar en els grups de música de cambra fins al 1994, després de la qual també va participar en la instal·lació d'electroacústica i de so. Des del 1980 va treballar en la planta del complex White/Whitish que tractava diversos aspectes del soroll blanc utilitzant diferents suports: instruments, instal·lacions, objectes, peces electroacústiques, jocs de notes, prosa, obres de teatre, música sense so. El 2005, es va dir que havia posat en marxa un «projecte d'òpera únic» a Graz. Des de 1993 va ser professor visitant en diverses universitats de Graz, Darmstadt, Hamburg i Praga. El maig de 2012, Ablinger va ser nomenat membre de l'Acadèmia de les Arts de Berlín.